# Иоасаф (Антонюк)
Епи́скоп Иоаса́ф (англ. Bishop Joasaph, в миру Степа́н Макси́мович Антоню́к; 16 (28) декабря 1897 — 18 октября 1978) — епископ Православной церкви в Америке, епископ Эдмонтонский и Западно-Канадский.

## Биография
Родился 16 декабря 1897 года на хуторе Снежки деревни Рыбны Кобринского уезда Гродненской губернии в крестьянской семье. При крещении был наречён в честь святителя Стефана Сурожского. Среднее образование получил в Брест-Литовске (ныне Брест, Белоруссия).
17 июня 1917 года в составе мужской гимназии был эвакуирован в Челябинск Оренбургской губернии. 1 сентября 1917 года поступил на должность учителя в Тумановское начальное училище Катайской волости Челябинского уезда. 17 октября 1918 года выдержал экзамен при Челябинском реальном училище на звание учителя начальных школ.
В мае 1919 года был призван в армию Колчака, где служил делопроизводителем Отдельной Волжской батареи. В конце 1920 года с остатками армии оказался в Харбине. Был женат, супруга Еликонида Вячеславовна (1902 г.р.) была оперной и концертной певицей. Будучи глубоко верующей, она поощряла мужа в его желании служить Церкви и помогала ему во всём.
С 1 января 1921 по 27 февраля 1922 года служил послушником при Благовещенской церкви в Харбине, которая относилась к Русской духовной миссии в Китае. Также служил певчим и псаломщиком в Никольском кафедральном соборе в Харбине.
27 февраля 1922 года был рукоположён в сан диакона епископом Забайкальским Мелетием (Заборовскими) к Петропавловской церкви в Красноярове, находившейся в ведении Забайкальской епархии.
7 апреля 1923 года был рукоположён во священника к Спасской церкви в Песчанском, той же епархии.
После закрытия храма властями в мае 1923 года вновь уехал в Харбин. Служил в храмах Харбина, но при этом не числился в клире ни одного из них. Там у четы Антонюк родилась дочь Ольга.
19 августа 1930 года прибыл с семьёй в Соединённые Штаты Америки по приглашению членов Николаевской православной общины в Стратфорде, штат Коннектикут, прихожанами которой были в основном сотрудники SIKORSKY AVIATION CORP. Храм на тот момент находился в ведении РПЦЗ и подчинялся архиепископу Аполлинарию (Кошевому). Сначала это был домовый храм. Усилиями настоятеля были собраны средства, приобретён участок земли для строительства храма, а в 1942 году при активном участии настоятеля по проекту прихожанина А. Е. Болдакова было построено постоянное здание храма. За многолетнюю ревностную пастырскую деятельность был удостоен всех священнических наград. Служил благочинным Северо-Восточного благочиния. Был духовным наставником И. И. Сикорского и приезжал его хоронить.
В 1963 году после долгой болезни скончалась его супруга. Принял монашество с именем Иоасаф в честь святителя Иоасафа Белгородского. Был возведён в сан архимандрита.
7 апреля 1968 года Покровском соборе в Нью-Йорке был хиротонисан во епископа Эдмонтонского и Западно-Канадского, викария Монреальской кафедры Северо-Американской митрополии. Хиротонию совершили: митрополит всей Америки и Канады Ириней (Бекиш), архиепископ Монреальский Сильвестр (Харун) и архиепископ Бруклинский Никон (де Греве).
В 1968—1970 годы также служил настоятелем церкви Успения Пресвятой Богородицы в городе Шандро (Shandro), провинция Альберта и окормлял паству многочисленных православных церквей в Альберте. В 1970—1978 годы — настоятель Воскресенского собора в Ванкувере, провинция Британская Колумбия
.
Будучи на заседании Синода в Нью-Йорке в октябре 1978 года, почувствовал недомогание и поехал в Стратфорд к дочери. По дороге в поезде ему стало хуже, его взяли в больницу, где он скончался 18 октября. Отпевание совершили епископ Уилкс-Бэррийский Герман (Свайко) и епископ Аляскинский Григорий (Афонский) в сослужении сонма духовенства в Никольском храме в Стратфорде.